# Jennifer Aniston
Jennifer Joanna Aniston (Los Angeles, 11 febbraio 1969) è un'attrice e produttrice cinematografica statunitense.
Ha ottenuto notorietà internazionale per aver interpretato Rachel Green nella sitcom televisiva Friends (1994-2004), ruolo che le è valso un Premio Emmy, un Golden Globe e uno Screen Actors Guild Award. Il personaggio era molto popolare durante la messa in onda della serie, tanto da essere stato riconosciuto come uno dei 100 più grandi personaggi femminili televisivi negli Stati Uniti.
I suoi successi al botteghino includono Una settimana da Dio (2003), Ti odio, ti lascio, ti... (2006), Io & Marley (2008), Mia moglie per finta (2011), Come ammazzare il capo... e vivere felici (2011) e Come ti spaccio la famiglia (2013), ognuno dei quali ha incassato oltre 200 milioni in tutto il mondo. Le sue interpretazioni più acclamate sono in The Good Girl (2002) e Cake (2014), per il quale ha ricevuto una candidatura per il Golden Globe per la migliore attrice in un film drammatico e agli Screen Actors Guild Awards. È cofondatrice, nel 2008, della società di produzione Echo Films.
È una delle attrici più retribuite di Hollywood e nel 2007 è stata classificata come "11ª donna più ricca nel settore dello spettacolo", con una fortuna stimata di 110 milioni di dollari.

## Biografia

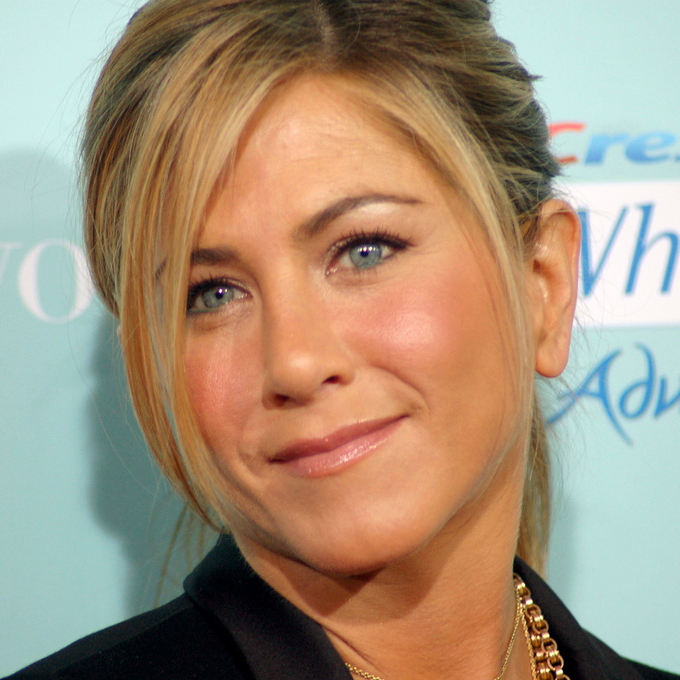
Jennifer Aniston per la prima di La verità è che non gli piaci abbastanza (2009)

Jennifer Aniston è figlia d'arte: il padre John (nato Yannis Anastassakis) era un attore di origine greca (è stato il Victor Kiriakis della soap opera televisiva Il tempo della nostra vita) che, a suo tempo, si trasferì negli Stati Uniti; la madre Nancy Dow (1936 - 2016) è stata un'attrice, scrittrice e modella di origine italiana, irlandese e scozzese, figlia di Gordon McLean Dow e Louise Grieco. Il suo padrino è stato l'attore Telly Savalas, il noto tenente Kojak. Aniston trascorse un anno della sua infanzia in Grecia, rientrando a New York quando il padre ottenne una parte nella soap opera Amore di vita nel 1975. Il bisnonno materno Louis Grieco era originario di Maschito (che la madre Nancy, in un suo libro, ha erroneamente confuso con Melito).
Figlia unica, quando aveva 11 anni, i suoi genitori divorziarono e lei entrò alla Rudolf Steiner School di New York per frequentare la classe di teatro e arti figurative, mentre il Metropolitan Museum of Art di New York espose un suo quadro. All'età di 15 anni si iscrisse alla Fiorello H. LaGuardia High School, sempre a New York, diplomandosi nel 1987. Tra i suoi compagni di classe figurava Chaz Bono, il figlio di Cher. Dopo il diploma ottenne ruoli in produzioni off-Broadway come For Dear Life al Public Theater di New York, o Dancing on Checkers Grave, che non riscossero molto successo.
Nel 1993 ottenne una parte in Leprechaun. Poco dopo si presentò ai provini di una serie televisiva chiamata Friends Like Us, che cambiò nome prima dell'episodio pilota in Friends. Le proposero il ruolo di Monica; dopo l'incontro coi produttori, però, le fu affidato il ruolo di Rachel Green, più adatto a lei. Per interpretare questo personaggio fu obbligata a perdere peso. Nel 1995 prese parte, insieme al collega Matthew Perry, a una serie di sketch promozionali per il sistema Microsoft Windows 95. Compare insieme a Quentin Tarantino nel videogioco Steven Spielberg's Director's Chair del 1998, una simulazione di produzione cinematografica di un film ideata e prodotta dal regista USA Steven Spielberg.

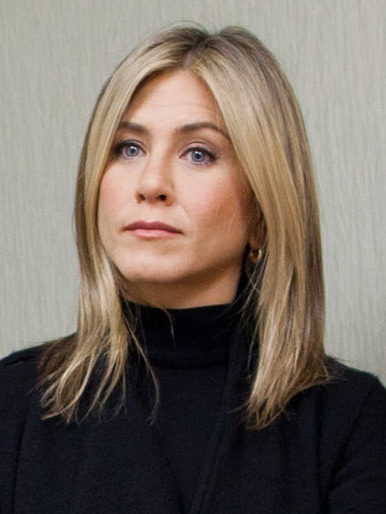
Jennifer Aniston nel 2011

Nel 2004, e nuovamente nel 2016, fu dichiarata "la donna più bella del mondo" dal periodico People.
Nel 2006 Jennifer Aniston debuttò nella regia, dirigendo insieme ad Andrea Buchanan il cortometraggio Room 10, ambientato in un pronto soccorso, interpretato da Kris Kristofferson e Robin Wright, e prodotto dalla rivista Glamour, che dal 2005 realizza la serie di corti d'autore Reel Moments tratti da storie reali "sceneggiate" dalle lettrici protagoniste. Il 23 ottobre 2006 partecipò all'evento benefico The 24 Hour Plays 2006, svoltosi all'American Airlines Theatre di New York, un "laboratorio" durante il quale 6 commedie della durata di 10 minuti sono state scritte, provate e rappresentate in 24 ore. È stata la protagonista di Three Girls and Bob, scritta da Adam Bock. All'inizio del 2007, la rivista Forbes l'inserì nella top ten delle donne più ricche dello spettacolo, al decimo posto con un patrimonio di 110 milioni di dollari.
Nel 2011 è coprotagonista nel film Come ammazzare il capo... e vivere felici. Compare nel 2012 in Burning Love, webserie comica di Yahoo! con Ken Marino e prodotta da Ben Stiller. Lo stesso anno riceve una stella sulla Hollywood Walk of Fame.
Nel 2013 è protagonista della commedia Come ti spaccio la famiglia, insieme a Jason Sudeikis ed Emma Roberts. Nello stesso anno viene dichiarata "la donna più sexy di tutti i tempi" dal magazine Men's Health.
Nel 2014 è protagonista del film drammatico Cake, diretto da Daniel Barnz e dopo compare di nuovo come coprotagonista nel film Come ammazzare il capo 2. Nel 2016 è protagonista del film La festa prima delle feste al fianco di Jason Bateman.

## Vita privata
Pratica lo Hatha Yoga e il Budokan Karate. Nel 2014, parlò della sua pratica della meditazione trascendentale. L'anno seguente, rivelò di essere dislessica, cosa che aveva avuto un impatto sulla sua istruzione e sulla sua autostima. Tale diagnosi, ricevuta da ventenne, cambiò il modo dell'attrice di guardare alla propria vita. Dichiarò: "Pensavo di non essere intelligente. Non riuscivo ad apprendere nulla. E poi ho fatto questa grande scoperta, ed è stato come se tutti i miei traumi infantili fossero stati spiegati e risolti".
Donò fondi alla campagna elettorale di Barack Obama e partecipò a un pranzo di raccolta fondi per la campagna presidenziale di Hillary Clinton nel 2016.
È la madrina di Coco Riley Arquette, la figlia di Courteney Cox e David Arquette.

### Relazioni
Ebbe una storia con l'attore Tate Donovan. La coppia iniziò a uscire insieme nel 1995, e concluse la propria relazione due anni e mezzo dopo, nel 1998. In seguito, nel 1998, conosce l'attore Brad Pitt; la loro relazione è stata molto pubblicizzata dai media. Dopo quasi tre anni di relazione, il 29 luglio 2000 sposa l'attore in una sontuosa cerimonia a Malibù. Per qualche anno, la loro unione è stata considerata uno dei rari successi nell'ambiente hollywoodiano. Il 7 gennaio 2005 i due annunciano la separazione, per poi divorziare il 2 ottobre dello stesso anno. Sul set di Il cacciatore di ex ha una relazione di un paio d'anni con il suo coprotagonista Gerard Butler. Nel 2011 si fidanza con Justin Theroux, con cui si sposa il 5 agosto 2015 nella propria residenza privata a Beverly Hills. Il 16 febbraio 2018 la Aniston annuncia la separazione dal marito dopo 2 anni e mezzo di matrimonio. 

## Filmografia

### Attrice

#### Cinema
- Il mio amico Mac (Mac and Me), regia di Stewart Raffill (1988) – non accreditata
- Leprechaun, regia di Mark Jones (1993)
- Il sogno di Frankie (Dream for an Insomniac), regia di Tiffanie DeBartolo (1996)
- Il senso dell'amore (She's the One), regia di Edward Burns (1996)
- Romantici equivoci (Picture Perfect), regia di Glenn Gordon Caron (1997)
- Solo se il destino (Til There Was You), regia di Scott Winant (1997)
- The Thin Pink Line, regia di Joe Dietl e Michael Irpino (1998)
- L'oggetto del mio desiderio (The Object of My Affection), regia di Nicholas Hytner (1998)
- Waiting for Woody - Aspettando Woody, regia di Grant Heslov – cortometraggio (1998)
- Impiegati... male! (Office Space), regia di Mike Judge (1999)
- Rock Star, regia di Stephen Herek (2001)
- The Good Girl, regia di Miguel Arteta (2002)
- Una settimana da Dio (Bruce Almighty), regia di Tom Shadyac (2003)
- Abby Singer, regia di Ryan R. Williams (2003) – cameo
- ...e alla fine arriva Polly (Along Came Polly), regia di John Hamburg (2004)
- Derailed - Attrazione letale (Derailed), regia di Mikael Håfström (2005)
- Vizi di famiglia (Rumor Has It...), regia di Rob Reiner (2005)
- Friends with Money, regia di Nicole Holofcener (2006)
- Ti odio, ti lascio, ti... (The Break-Up), regia di Peyton Reed (2006)
- Io & Marley (Marley & Me), regia di David Frankel (2008)
- Management - Un amore in fuga, regia di Stephen Belber (2008)
- La verità è che non gli piaci abbastanza (He's Just Not That Into You), regia di Ken Kwapis (2009)
- Journey to Sundance regia di Julian Starks – documentario (2009)
- Qualcosa di speciale (Love Happens), regia di Brandon Camp (2009)
- Il cacciatore di ex (The Bounty Hunter), regia di Andy Tennant (2010)
- Due cuori e una provetta (The Switch), regia di Will Speck e Josh Gordon (2010)
- Mia moglie per finta (Just Go with It) regia di Dennis Dugan (2011)
- Come ammazzare il capo... e vivere felici (Horrible Bosses), regia di Seth Gordon (2011)
- Nudi e felici (Wanderlust), regia di David Wain (2012)
- Come ti spaccio la famiglia (We're the Millers), regia di Rawson Marshall Thurber (2013)
- Scambio a sorpresa - Life of Crime (Life of Crime), regia di Daniel Schechter (2013)
- Cake, regia di Daniel Barnz (2014)
- Come ammazzare il capo 2 (Horrible Bosses 2), regia di Sean Anders (2014)
- Tutto può accadere a Broadway (She's Funny That Way), regia di Peter Bogdanovich (2014)
- Mother's Day, regia di Garry Marshall (2016)
- La festa prima delle feste (Office Christmas Party), regia di Will Speck e Josh Gordon (2016)
- Il destino di un soldato (The Yellow Birds), regia di Alexandre Moors (2017)
- Voglio una vita a forma di me (Dumplin'), regia di Anne Fletcher (2018)
- Murder Mystery, regia di Kyle Newacheck (2019)
- Murder Mystery 2, regia di Jeremy Garelick (2023)

#### Televisione
- Camp Cucamonga, regia di Roger Duchowny – film TV (1990)
- Ferris Bueller – serie TV (1990)
- Molloy – serie TV, 13 episodi (1990)
- In viaggio nel tempo (Quantum Leap) – serie TV, episodio 5x04 (1992)
- Ma che ti passa per la testa? (Herman's Head) – serie TV, episodi 1x25-3x08 (1992-1993)
- La legge di Burke (Burke) – serie TV, episodio 1x04 (1994)
- Muddling Through – serie TV, 10 episodi (1994)
- Friends – serie TV, 236 episodi (1994-2004)
- Partners – serie TV, episodio 1x17 (1996)
- Growing Up Grizzly 2, regia di Dan Arden – documentario TV (2004)
- Dirt – serie TV, episodio 1x13 (2007)
- 30 Rock – serie TV, episodio 3x03 (2008)
- Cougar Town – serie TV, episodio 2x01 (2010)
- The Morning Show – serie TV, 30 episodi (2019-in corso)
- Friends: The Reunion, regia di Ben Winston – special TV (2021)

### Produttrice
- Management - Un amore in fuga (Management), regia di Stephen Belber (2009)
- Becoming Icizzle, regia di Ian Cranston – documentario (2009)
- Due cuori e una provetta (The Switch), regia di Will Speck e Josh Gordon (2010)
- Cake, regia di Daniel Barnz (2014)
- Il destino di un soldato (The Yellow Birds), regia di Alexandre Moors (2017)
- Voglio una vita a forma di me (Dumplin), regia di Anne Fletcher (2018)

### Regista
- Room 10 – cortometraggio (2006)

### Doppiatrice
- Freedom: A History of Us – serie TV, episodio 1x04 (2003)
- King of the Hill – serie animata, episodio 7x13 (2003)
- Hercules – serie TV, episodio 1x27 (1998)
- South Park – serie animata, episodio 3x01 (1999)
- Il gigante di ferro (The Iron Giant), regia di Brad Bird (1999)
- Cicogne in missione (Storks'), regia di Nicholas Stoller e Doug Sweetland (2016)

## Riconoscimenti
- Golden Globe
  - 2002 – Candidatura alla migliore attrice non protagonista in una serie per Friends
  - 2003 – Migliore attrice in una serie commedia o musicale per Friends
  - 2015 – Candidatura alla migliore attrice in un film drammatico per Cake
  - 2020 – Candidatura alla migliore attrice in una serie drammatica per The Morning Show
  - 2022 – Candidatura alla migliore attrice in una serie drammatica per The Morning Show
- Critics' Choice Movie Awards
  - 2015 – Candidatura miglior attrice per Cake
  - 2024 - Candidatura alla miglior attrice in una serie drammatica per The Morning Show
- Hollywood Film Awards
  - 2002 – Attrice dell'anno
- Independent Spirit Awards
  - 2003 – Candidatura alla migliore attrice protagonista per The Good Girl
- MTV Movie Awards
  - 2004 – Candidatura miglior bacio per Una settimana da Dio
  - 2004 – Candidatura miglior sequenza di ballo per ...e alla fine arriva Polly
  - 2011 – Candidatura miglior performance femminile per Mia moglie per finta
  - 2012 – Best On-Screen Dirtbag per Come ammazzare il capo... e vivere felici
  - 2014 – Candidatura miglior performance femminile per Come ti spaccio la famiglia
  - 2014 – Miglior bacio per Come ti spaccio la famiglia
  - 2014 – Candidatura miglior performance senza maglietta per Come ti spaccio la famiglia
- National Movie Awards
  - 2011 – Candidatura Performance dell'anno per Mia moglie per finta
- Premio Emmy
  - 2000 – Candidatura miglior attrice non protagonista in una serie commedia per Friends
  - 2001 – Candidatura miglior attrice non protagonista in una serie commedia per Friends
  - 2002 – Miglior attrice protagonista in una serie commedia per Friends
  - 2003 – Candidatura miglior attrice protagonista in una serie commedia per Friends
  - 2004 – Candidatura miglior attrice protagonista in una serie commedia per Friends
  - 2009 – Candidatura miglior attrice ospite in una serie comica o commedia per 30 Rock
  - 2020 – Candidatura miglior attrice protagonista in una serie drammatica per The Morning Show
- Razzie Awards
  - 2011 – Candidatura Peggior coppia (condiviso con Adam Sandler e, a scelta, tra lei o Brooklyn Decker) per Mia moglie per finta
- Satellite Award
  - 2000 – Candidatura miglior attrice in una serie commedia o musicale per Friends
  - 2003 – Candidatura miglior attrice in una serie commedia o musicale per Friends
  - 2003 – Candidatura miglior attrice in un film commedia o musicale per The Good Girl
- Screen Actors Guild Awards
  - 1996 – Miglior cast in una serie commedia per Friends
  - 1999 – Candidatura miglior cast in una serie commedia per Friends
  - 2000 – Candidatura miglior cast in una serie commedia per Friends
  - 2001 – Candidatura miglior cast in una serie commedia per Friends
  - 2002 – Candidatura miglior cast in una serie commedia per Friends
  - 2002 – Candidatura migliore attrice in una serie commedia per Friends
  - 2003 – Candidatura miglior cast in una serie commedia per Friends
  - 2003 – Candidatura migliore attrice in una serie commedia per Friends
  - 2015 – Candidatura migliore attrice cinematografica per Cake
  - 2020 – Migliore attrice in una serie drammatica per The Morning Show
  - 2022 – Candidatura alla miglior attrice in una serie drammatica per The Morning Show
- Teen Choice Awards
  - 2011 – Miglior chimica (condiviso con Adam Sandler) per Mia moglie per finta
  - 2011 – Candidatura Miglior attrice in una commedia romantica per Mia moglie per finta

## Doppiatrici italiane
Nelle versioni in italiano delle opere in cui ha recitato, Jennifer Aniston è stata doppiata da:
- Eleonora De Angelis in Friends, Il sogno di Frankie, Romantici equivoci, The Good Girl, Una settimana da Dio, ...e alla fine arriva Polly, Vizi di famiglia, Friends with Money, Ti odio, ti lascio, ti..., Dirt, Io & Marley, Management - Un amore in fuga, La verità è che non gli piaci abbastanza, Qualcosa di speciale, Il cacciatore di ex, Due cuori e una provetta, Mia moglie per finta, Come ammazzare il capo... e vivere felici, Come ti spaccio la famiglia, Scambio a sorpresa - Life of Crime, Cake, Come ammazzare il capo 2, Tutto può accadere a Broadway, Mother's Day, La festa prima delle feste, The Morning Show , Il destino di un soldato, Voglio una vita a forma di me, Murder Mystery, Friends: The Reunion, Murder Mystery 2
- Francesca Guadagno in Solo se il destino, L'oggetto del mio desiderio, Impiegati... male!
- Stella Musy in Derailed - Attrazione letale, 30 Rock
- Georgia Lepore in In viaggio nel tempo
- Antonella Baldini in Leprechaun
- Liliana Sorrentino ne Il senso dell'amore
- Giò Giò Rapattoni in Waiting for Woody - Aspettando Woody
- Francesca Fiorentini in Rock Star
- Chiara Colizzi in Cougar Town
- Monica Ward in Nudi e felici

Come doppiatrice è stata sostituita da:
- Antonella Baldini in Hercules
- Giovanna Martinuzzi in South Park
- Manuela Tamietti in South Park (ridoppiaggio)
- Francesca Fiorentini ne Il gigante di ferro
- Francesca Guadagno in King of the Hill
- Giò Giò Rapattoni in Cicogne in missione